# 1963 a vasúti közlekedésben
Ez a szócikk a 1963-ban történt vasúti eseményeket mutatja be.

## Események Magyarországon
- Megszűnt a törökbálinti HÉV-vonal. Útvonalán, Budaörsig rövidülve, a 41-es villamos indult el.
- Május - A MÁV forgalomba állítja az első MÁV M63 sorozatú mozdonyt[1]
- December 24. - Szolnok-Paládicspusztánál egy vasúti szerencsétlenség következtében 45 ember veszti életét.
- December 31. - Az Északi Járműjavító üzemi vállalatnál megszűnik a gőzmozdonyjavítás.[2]